# Гукливый
Гукли́вый (укр. Гукливий) — село в Воловецкой поселковой общине Мукачевского района Закарпатской области Украины.
Население по переписи 2001 года составляло 2109 человек. Почтовый индекс — 89140. Телефонный код — 3136. Занимает площадь 3,791 км². Код КОАТУУ — 2121583001.

## Достопримечательности
- Деревянная церковь Святого Духа
- В селе установлен памятник чернике.

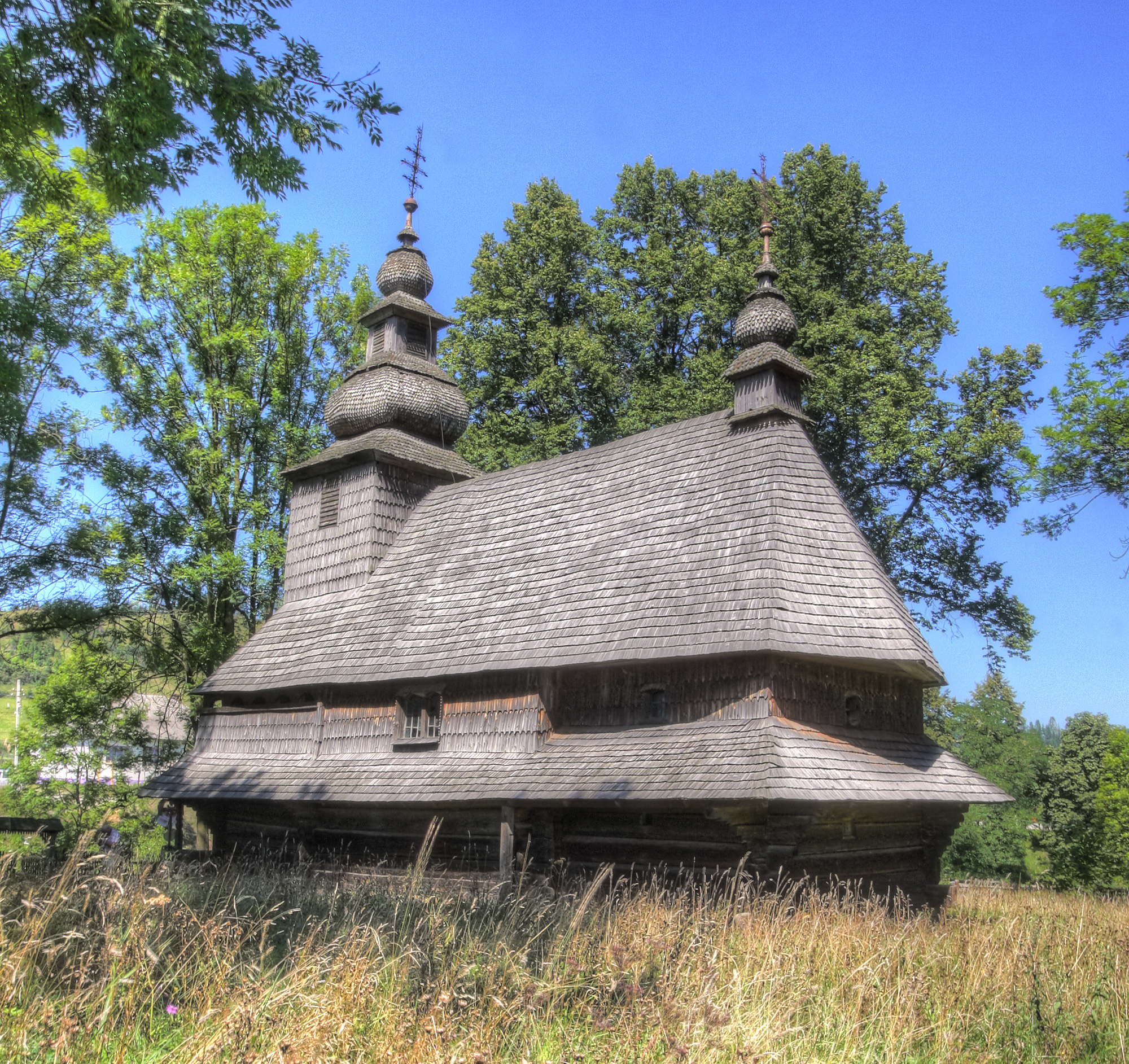
Церковь Святого Духа
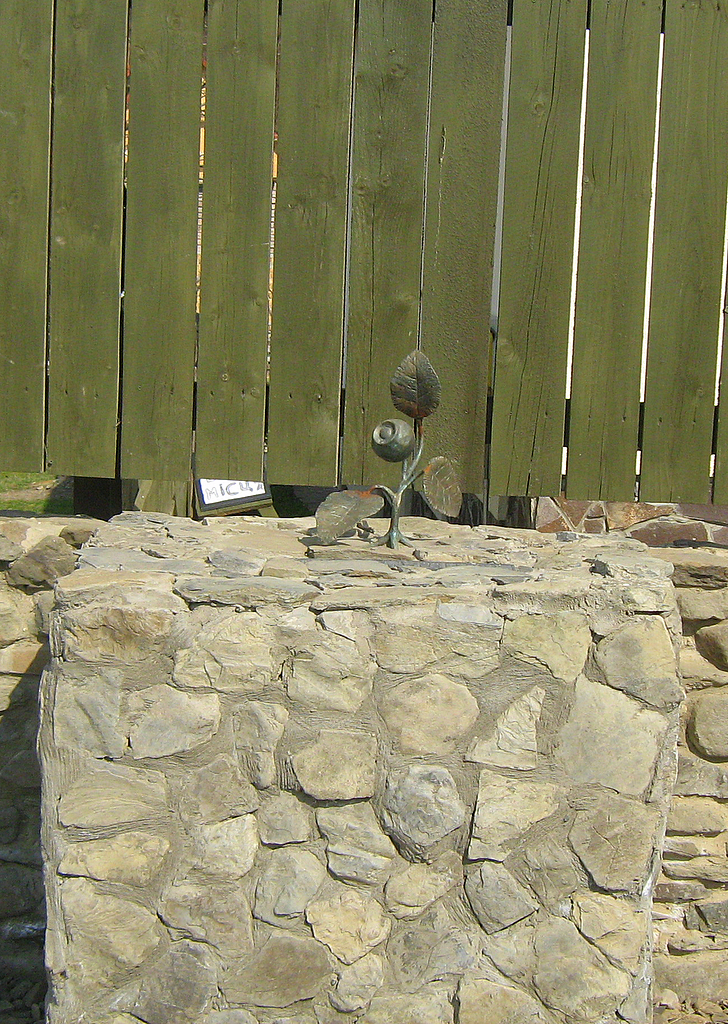
Памятник чернике в селе
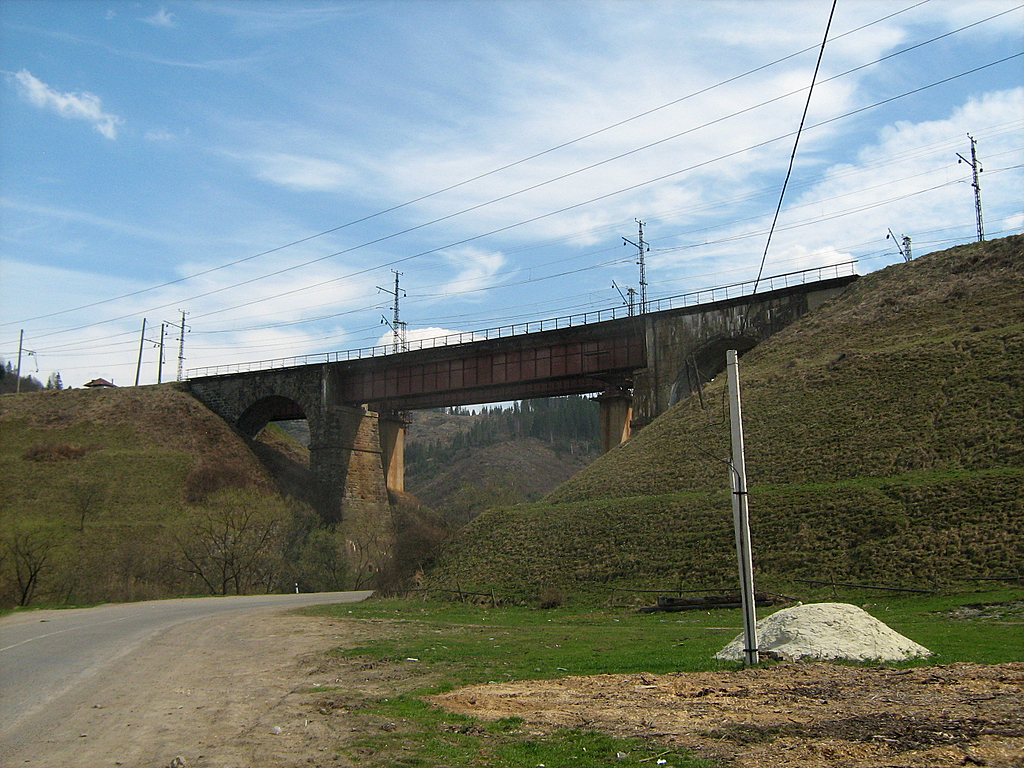
Железнодорожный виадук у с. Гукливое